# Riu Xallas
El Xallas és un petit riu gallec que desemboca a l'oceà Atlàntic.

## Curs
Neix al monte Castelo, al municipi de Coristanco, a la província de la Corunya. Recorre els municipis corunyesos de Coristanco, Santa Comba, A Baña, Zas i forma el límit entre els de Mazaricos, Carnota i Dumbría. Finalment, desemboca a O Ézaro, formant l'única cascada d'Europa que desemboca directament a l'oceà, en un entorn de microformes granítiques en el monte Pindo.
Els seus afluents principals són: O Bazar, Castiñeira, A Regueira, Mira, Esternande, Ancha, Dornas, Guisande i Vilar García.

## Embassaments i energia
El cabal del Xallas es manté constant a causa dels embassaments que s'hi han construït. El 1897, la Societat Espanyola de Carburs Metàl·lics, avui part del grup FerroAtlántica, es va assentar a la zona i d'aquella època daten les primeres construccions per obtenir energia. El pantà més important és el de Fervenza, construït a la dècada de 1960. A Ponte Olveira hi ha una altra central. Aigües avall, del pantà de Brazal parteixen les canalitzacions cap a O Ézaro. Més avall, hi ha l'embassament de Santa Uxía, construït a la dècada de 1980. A la desembocadura hi ha tres centrals hidroelèctriques: Castrelo, Santa Uxía i Pindo, aquesta última de principis del segle xx.

## Galeria d'imatges

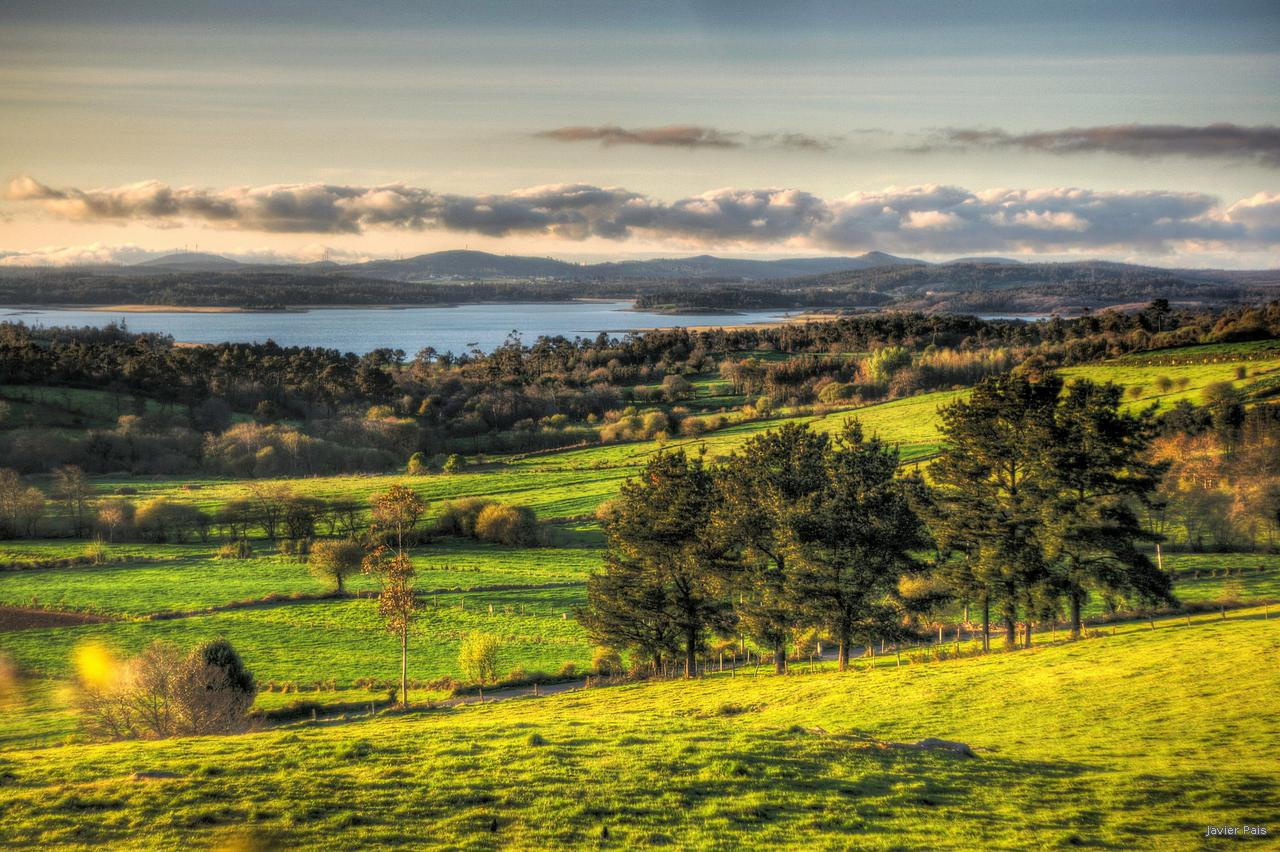
Embassament de Fervenza.
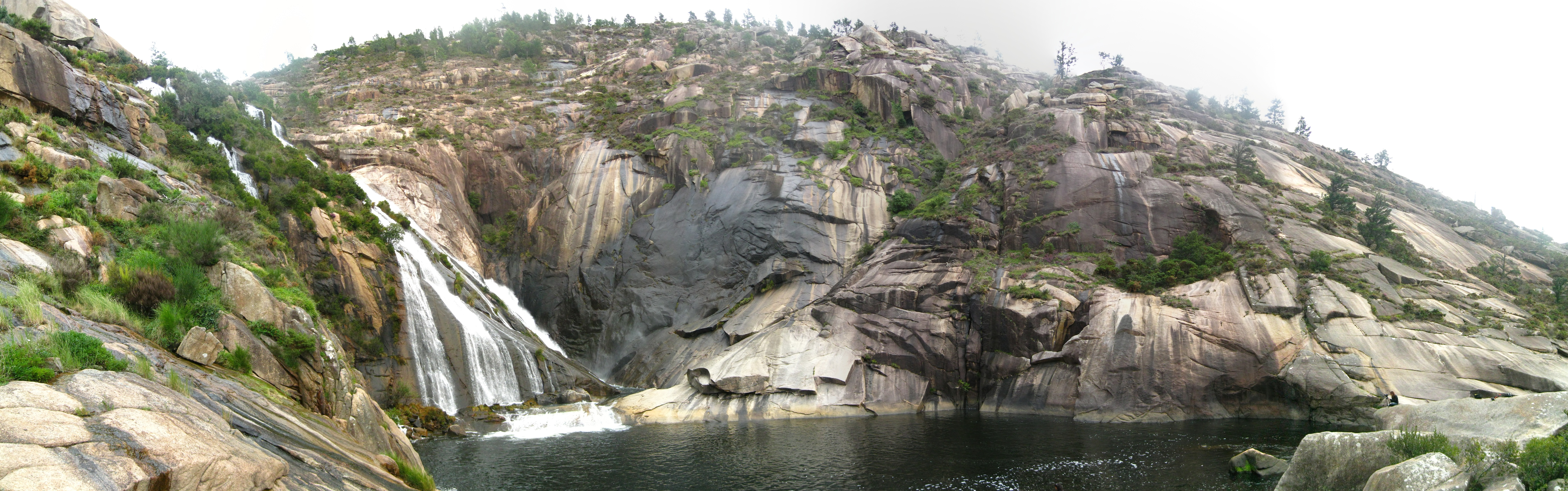
Panoràmica de la Cascada d'O Ézaro.
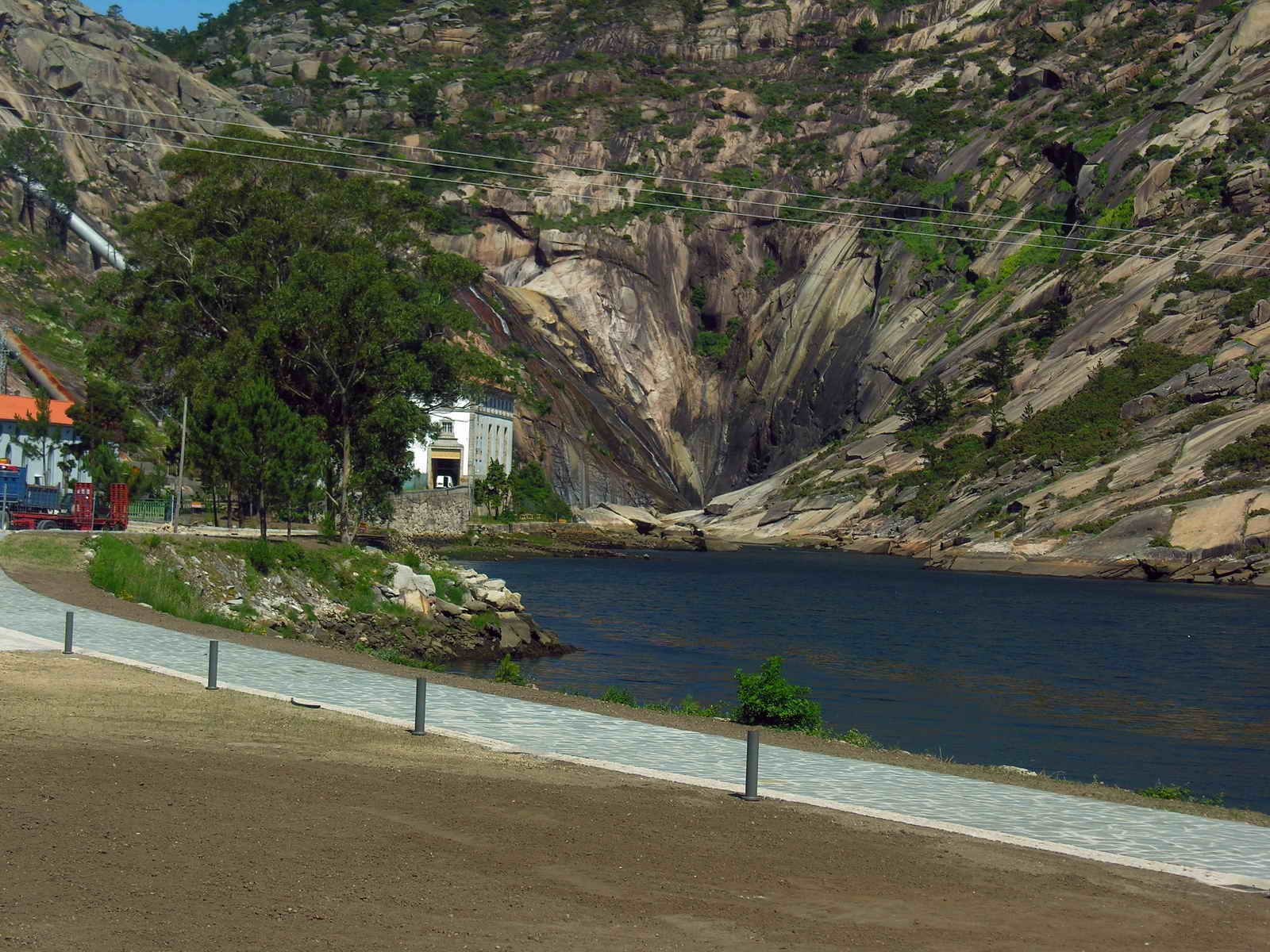
Cascada.
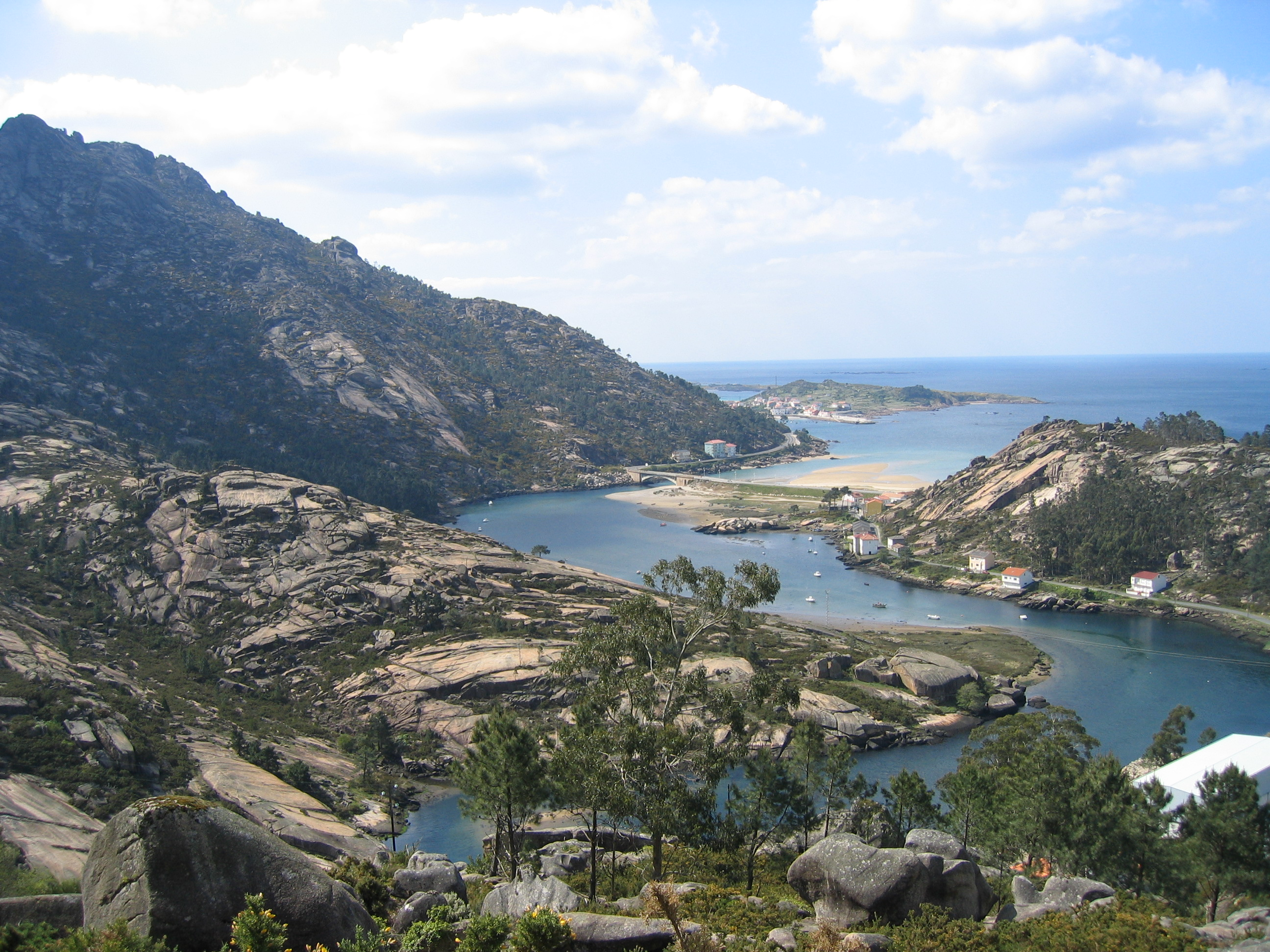
Desembocadura del Xallas.